# McKenzie Mountain
McKenzie Mountain - szczyt w Stanach Zjednoczonych, w stanie Nowy Jork, w hrabstwie Essex. Należy do pasma Adirondack, które jest częścią Appalachów. Osiąga wysokość 1177 m n.p.m. i jest bardzo dobrym punktem widokowym. Ze szczytu widać między innymi Lake Placid, jezioro Saranac Lake oraz szczyty Gothics, Armstrong Mountain i Whiteface Mountain.

## Galeria

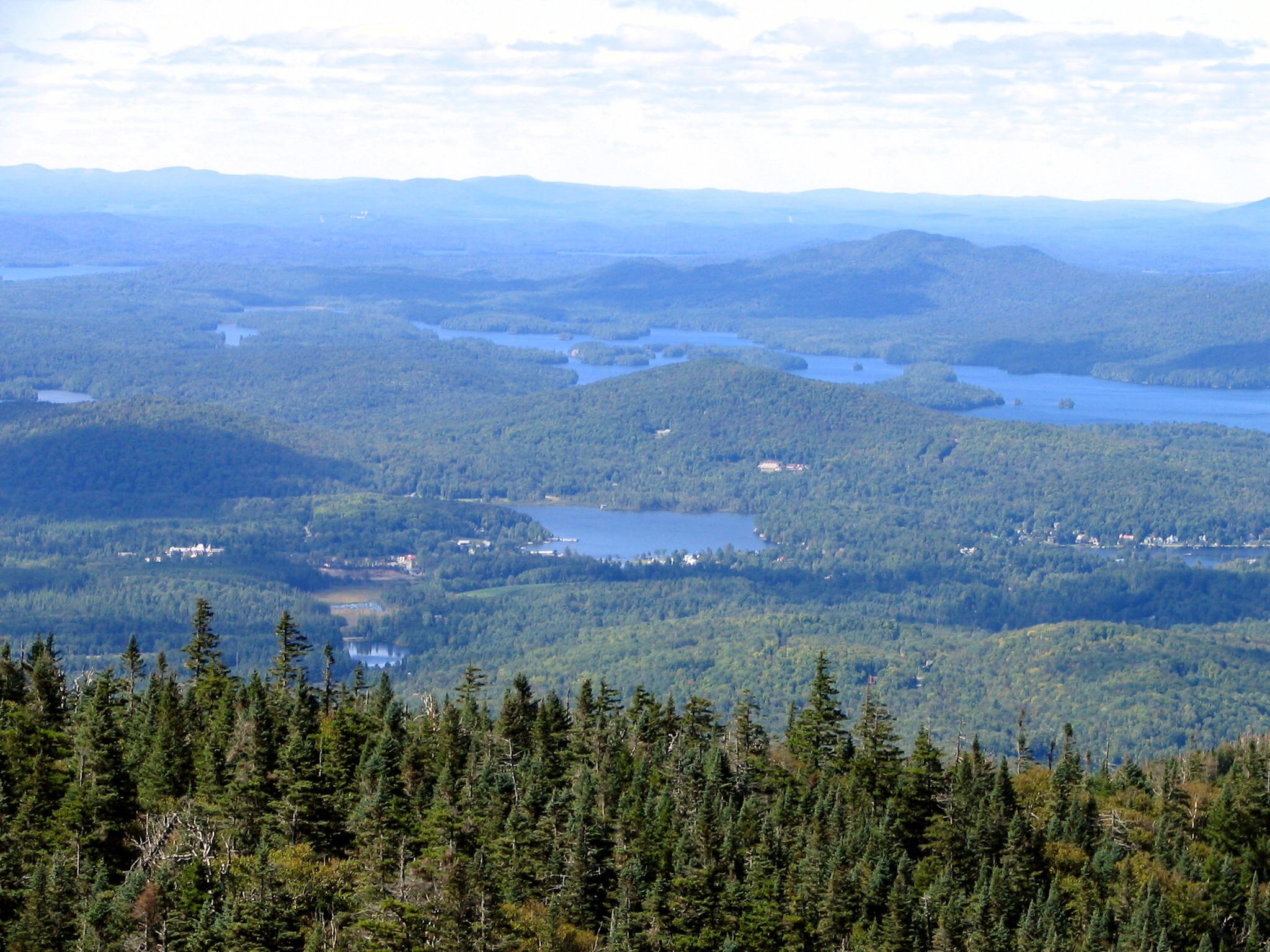
Jezioro Lower Saranac Lake
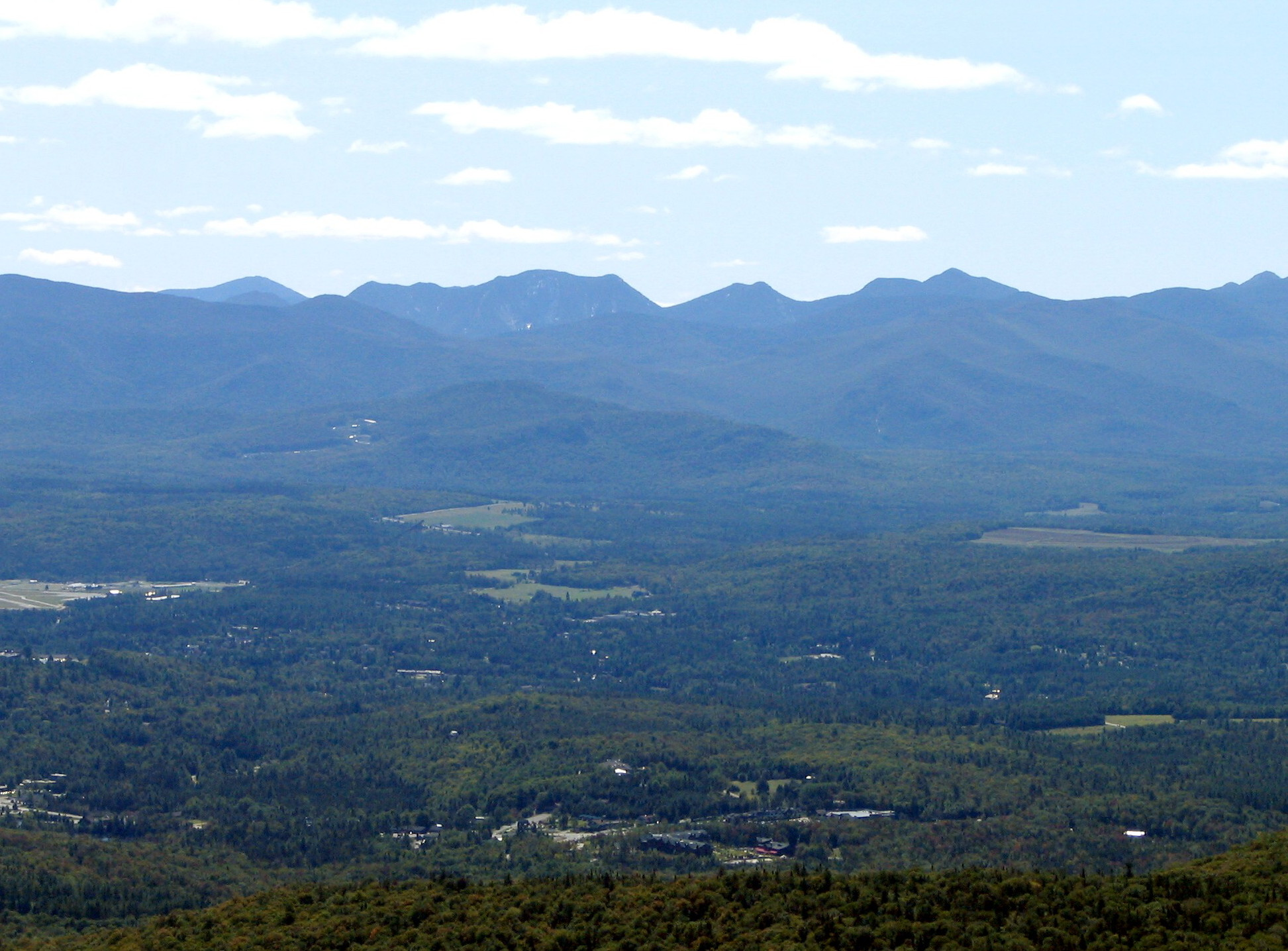
Lake Placid Gothics i Armstrong Mountain
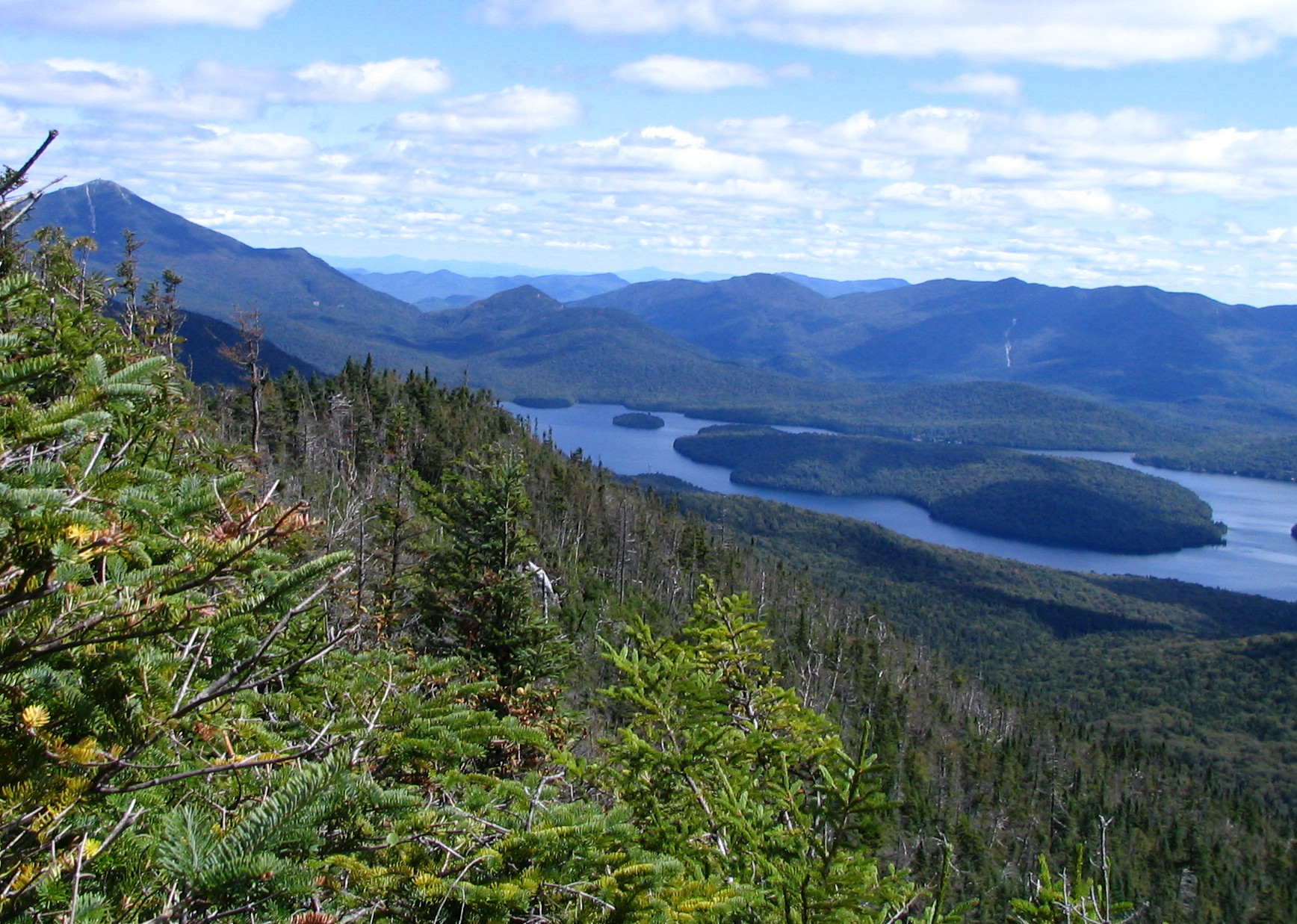
Jezioro Lake Placid i Whiteface Mountain